# Der Spiegel
Der Spiegel (AFI: [deːɐ ˈʃpiːɡl̩], «El mirall») és una revista en alemany publicada setmanalment a Hamburg. És una de les publicacions més grans de tot Europa, amb una circulació setmanal de l'edició paper de prop d'un milió d'exemplars. Des del 1994 l'editorial va crear la publicació en línia Spiegel Online, amb una redacció independent.
Va ser fundada l'any 1947 per John Seymour Chaloner, un oficial de l'exèrcit britànic, i Rudolf Augstein, un antic operador de ràdio de la Wehrmacht que va ser reconegut l'any 2000 per l'Institut Internacional de Premsa com un dels cinquanta Herois mundials de la llibertat de premsa.
Der Spiegel és conegut als països de parla alemanya sobretot pel seu periodisme d'investigació. Ha tingut un paper clau en descobrir molts escàndols polítics com l'Afer Spiegel el 1962 i l'Cas Flick als anys vuitanta. Segons The Economist, Der Spiegel és una de les revistes més influents d'Europa continental El lloc web de notícies amb el mateix nom es va llançar el 1994 amb el nom Spiegel Online amb una redacció independent. Actualment, el contingut és creat per un equip editorial compartit i el lloc web utilitza la mateixa marca de mitjans que la revista impresa.

## Història

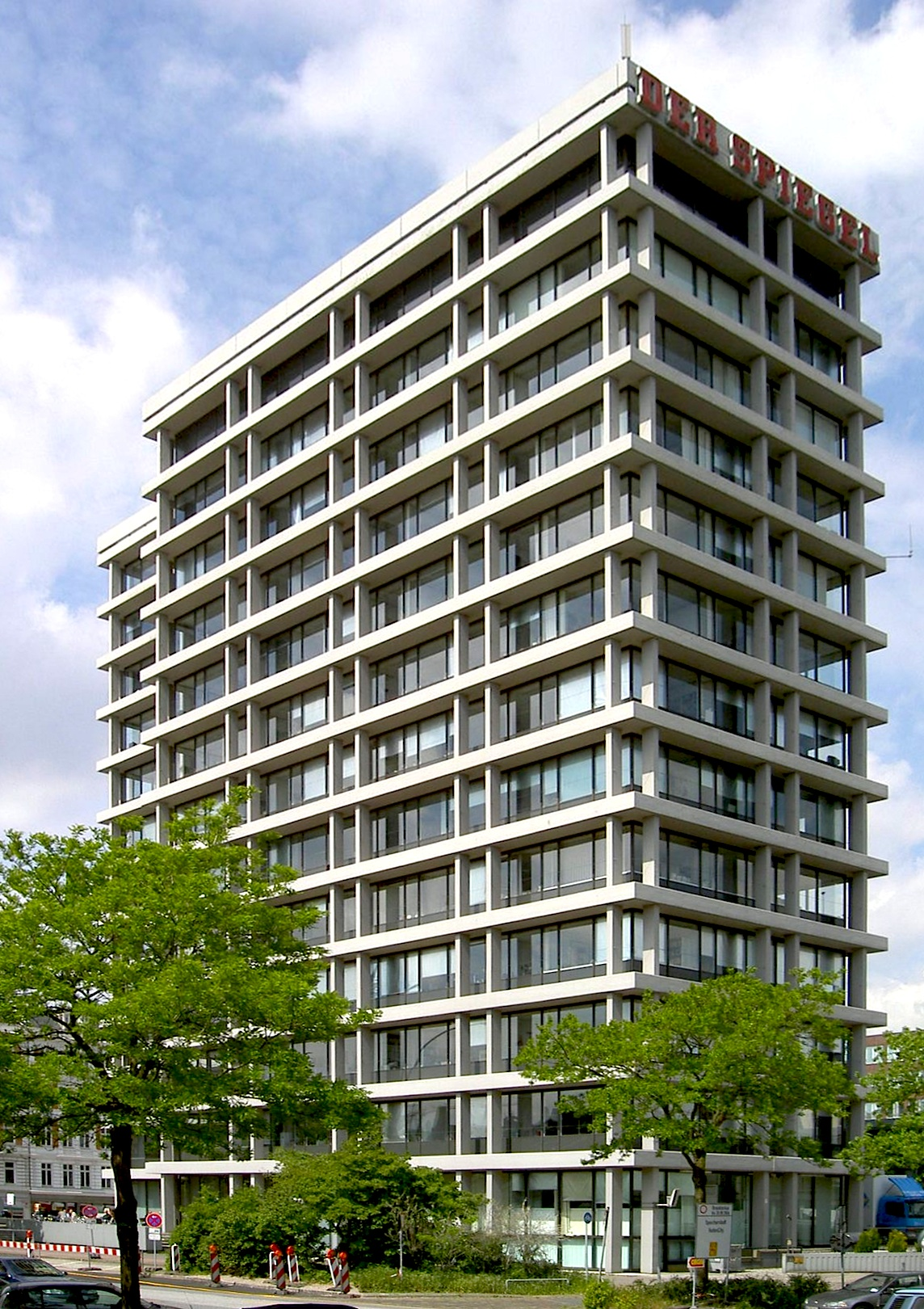
Antigues oficines al carrer Brandstwiete, de l'arquitecte Werner Kallmorgen

La primera edició de Der Spiegel va ser publicada a Hannover el dissabte 4 de gener de 1947. El seu llançament va ser promocionat per l'administració britànica, que el 1946 va encarregar Rudolf Augstein (1923-2002) i d'altres a crear una periòdic d'informació general Diese Woche («Aquesta Setmana»). Aquesta només va parèixer cinc vegades. Aviat les autoritats militars britàniques, que nos es veien be en el paper d'editors van proposar a Augstein una llicència. Augstein va acceptar però va canviar el nom a Der Spiegel. Com un ver factòtum en va esdevenir fundador, editor i redactor en cap des de la primera edició de gener del 1947 fins a la seva mort el 7 de novembre del 2002. Des del 1952, Der Spiegel tenia la seu al barri Ciutat Vella d'Hamburg. El setembre 2011 es va transferir i centralitzar els seus despatxos des de l'adreça emblemàtica del carrer Brandstwiete cap a un edifici nou al marge del canal Ericusgraben al barri nou de Hafencity, creat al port vell d'Hamburg. Una part de l'antiga cantina, en estil psiquedèlic dels anys 1960 dissenyada pel danès Verner Panton (1926-1998) llistada com a monument el 1998 es va transferir al Museum für Kunst und Gewerbe al qual és accessible des de l'estiu de 2012.
Der Spiegel és una revista que s'ha distingit per descobrir corrupcions polítiques i crear escàndols, guanyant-se el sobrenom de «Sturmgeschütz der Demokratie» (arma d'assalt de la democràcia). De fet, la revista es va fer famosa l'any 1950, quan el parlament federal va haver de fer una investigació sobre les acusacions de la revista, segons la qual parlamentaris subornats havien ajudat que Bonn i no Frankfurt fos la seu del govern de la República Federal Alemanya.
Des de 1950, la revista va ser propietat de Rudolf Augstein i John Jahr; La participació de Jahr es va fusionar amb la de Richard Gruner el 1965 per formar l'empresa editorial Gruner + Jahr. El 1969, Augstein va comprar Gruner + Jahr per DM 42 milions i es va convertir en l'únic propietari de Der Spiegel. El 1971, Gruner + Jahr va comprar una participació del 25% a la revista. El 1974, Augstein va reestructurar l'empresa per convertir els empleats en accionistes. A tots els empleats amb més de tres anys d'antiguitat se'ls va oferir l'oportunitat de ser associat i participar en la gestió de l'empresa, així com en els beneficis.
Tanmateix, la revista es va guanyar definitivament la imatge de defensora de la democràcia amb l'anomenat «escàndol Spiegel» (1962). Després que un article critiqués la baixa preparació de l'exèrcit alemany, el líder conservador i ministre de defensa Franz Josef Strauß va iniciar una investigació contra la revista, que va acabar amb atacs a les oficines i la detenció de diversos editors i l'autor de l'article, que van ser acusats de traïció. La polèmica va ser vista com un atac a la llibertat de premsa, i des de llavors Der Spiegel ha tingut un paper essencial en el descobriment d'uns quants casos de corrupció política. L'agost 2016 va sorprendre quan escrivia que l'estat espanyol no tindrà cap més opció, si vol aturar el referèndum català, d'utilitzar les forces de seguretat.
La influència de la revista es basa en dos pilars; en primer lloc, l'autoritat moral establerta pel periodisme d'investigació des dels primers anys i provada viva per diverses primàries durant la dècada de 1980; en segon lloc, el poder econòmic de la prolífica editorial Spiegel. Des de 1988, ha produït el programa de televisió Spiegel TV, i es va diversificar encara més durant la dècada de 1990.
Durant el segon trimestre de 1992 la tirada de Der Spiegel va ser d'1,1 milions de còpies. El 1994 es va llançar Spiegel Online. Tenia una redacció independent i independent de Der Spiegel. El 1999, la tirada de Der Spiegel va ser de 1.061.000 còpies.
Der Spiegel tenia una tirada de 1.076.000 còpies el 2003. El 2007 la revista va iniciar un nou suplement regional a Suïssa. Un estudi de 50 pàgines de Suïssa, va ser el primer suplement regional de la revista.
El 2010 Der Spiegel feia servir l'equivalent a 80 verificadors de fets a temps complet, que la Columbia Journalism Review va anomenar «probablement l'operació de verificació de fets més gran del món». El mateix any va ser la tercera revista d'interès general més venuda a Europa amb una tirada de 1.016.373 exemplars.
El 2018, Der Spiegel es va involucrar en un escàndol periodístic després que va descobrir i fer públic que un dels seus principals periodistes, Claas Relotius, havia «falsificat els seus articles a gran escala».

## Rebuda
Quan Stefan Aust es va fer càrrec l'any 1994, els lectors de la revista es van adonar que la seva personalitat era diferent de la del seu predecessor. L'any 2005, un documental de Stephan Lamby el citava així: «Estem davant d'un canó molt gran!» Els polítics de tots els àmbits que havien de fer front a l'atenció de la revista sovint van expressar la seva desafecció per ella. El conservador Franz Josef Strauss va afirmar que Der Spiegel va ser «la Gestapo del nostre temps». S'ha referit als periodistes en general com a "rates". El socialdemòcrata Willy Brandt ho va anomenar "Scheißblatt" (és a dir, un «paper de merda») durant el seu mandat com a canceller.
Der Spiegel sovint produeix articles llargs sobre problemes que afecten Alemanya (com les tendències demogràfiques, el bloqueig del sistema federal o els problemes del seu sistema educatiu) i descriu estratègies opcionals i els seus riscos en profunditat. La revista fa el paper de Líder d'opinió a la premsa alemanya.

## Periodisme d'investigació
Der Spiegel té una reputació distintiva per revelar mala conducta política i escàndols. L'Encyclopædia Britannica Online subratlla aquesta qualitat de la revista de la següent manera: «La revista és coneguda per les seves exposicions agressives, vigoroses i ben escrites de malpraxis i escàndols governamentals». Va merèixer un reconeixement per això ja el 1950, quan el parlament federal va iniciar una investigació sobre les acusacions de Spiegel en el sentit que els membres del parlament subornats havien promogut Bonn sobre Frankfurt com a seu del govern d'Alemanya Occidental..
Durant l’escàndol de Spiegel el 1962, que va seguir la publicació d'un informe sobre el possible baix estat de preparació de les forces armades alemanyes, el ministre de Defensa i figura conservadora Franz Josef Strauss va ser investigat. En el transcurs d'aquesta investigació, la policia va assaltar les oficines editorials mentre Rudolf Augstein i altres editors van ser detinguts acusats de traïció. Malgrat la manca d'autoritat suficient, Strauss fins i tot va perseguir l'autor de l'article, Conrad Ahlers, que en conseqüència va ser detingut a Espanya, on estava de vacances. Quan el cas judicial es va enfonsar, l'escàndol va provocar una gran sacsejada al gabinet del canceller Konrad Adenauer, i Strauss va haver de dimitir. L'afer va ser rebut generalment com un atac a la llibertat de premsa. Des de llavors, Der Spiegel ha jugat repetidament un paper important a l'hora de revelar greuges i faltes polítiques, inclòs l'Afer Flick.
L'escàndol Spiegel es recorda ara per alterar la cultura política de l'Alemanya de la postguerra i, amb les primeres manifestacions massives i protestes públiques, ser un punt d'inflexió de l'antic Obrigkeitsstaat (estat autoritari) a una democràcia moderna.
El 2010, la revista va donar suport a WikiLeaks en la publicació de materials filtrats del Departament d'Estat dels Estats Units, juntament amb The Guardian, The New York Times, El País, i Le Monde i l'octubre de 2013 amb l'ajuda de l'antic contractista de la NSA Edward Snowden va donar a conèixer l'escolta telefònica sistemàtica del telèfon mòbil privat de la cancellera d'Alemanya Angela Merkel durant un període de més de 10 anys a mans de l'Agència de Seguretat Nacional (SCS).
El paper protagonista de la revista en el periodisme d'investigació i el seu monopoli va acabar l'any 2013 des que altres mitjans alemanys, com Süddeutsche Zeitung, Bild, ARD i ZDF, van començar a fer front amb eficàcia als escàndols polítics.

### Crítica
Una de les principals crítiques a Der Spiegel fa referència al seu ús de la llengua. El 1957, l'escriptor Hans Magnus Enzensberger va publicar el seu assaig Die Sprache des Spiegels ("El llenguatge de Der Spiegel "), en què va criticar el que va anomenar una "pretensió d'objectivitat". Wolf Schneider, un eminent periodista i estilista ha anomenat "el destrossador més gran de la llengua alemanya" i va utilitzar cites de la revista com a exemples d'alemany inepte a les seves guies d'estil. La seva crítica no era tant estètica lingüística com un argument com Der Spiegel "amaga i distorsiona els seus temes i problemes reals mitjançant una semàntica i una retòrica manipulatives en lloc d'informar-los i analitzar-los". El 1957, però, Enzensberger va admetre en una declaració escrita que cap altra revista alemanya contemporània va assolir el nivell d'objectivitat Spiegel.
Opinions sobre el nivell de llenguatge emprat per Der Spiegel va canviar a finals de la dècada de 1990. Després de contractar molts dels millors escriptors de llargmetratges alemanys, Der Spiegel s'ha fet coneguda pel seu "Edelfedern" ("pnomes nobles" -ferrers de paraules). La revista guanya sovint el premi Egon Erwin Kisch al millor llargmetratge alemany. Der Spiegel va acabar unint-se a les files dels guardians de la gramàtica i l'argot adequats amb la columna Zwiebelfisch ("pastís (de l'impressor)") del lloc web de la revista, que fins i tot ha produït uns quants llibres més venuts.
Diversos crítics, en particular l'historiador de mitjans Lutz Hachmeister i el biògraf d'Augstein i antic Der Spiegel l'autor Otto Köhler, han presentat càrrecs contra els tractes de la revista amb antics nazis, fins i tot amb oficials de les SS. Suposadament, Der Spiegel, que en altres ocasions no va mostrar cap moderació a l'hora d'exposar el passat de l'època nazi de personatges públics, va distorsionar la història i va encobrir els delinqüents després de reclutar persones privilegiades contractades per escriure sobre temes relacionats amb els nazis. Els seus primers informes i sèries sobre l'incendi del Reichstag, escrits pels antics oficials de les SS Paul Carell (que també havia exercit com a portaveu principal de premsa del ministre d'Afers Exteriors de l'Alemanya nazi, Joachim von Ribbentrop) i Fritz Tobias, s'han considerat influents en la historiografia perquè des dels anys seixanta els informes Spiegel escrits per aquests dos autors han estat corroborats per l'autoritzat historiador Hans Mommsen.

### Escàndol de fabricació del 2018
El 19 de desembre de 2018, Der Spiegel va fer públic que el periodista Claas Relotius havia admès que havia «falsificat els seus articles a gran escala», inventant fets, persones i cites en almenys 14 de les seves històries. La revista va descobrir el frau després que un coautor d'una de les històries de Relotius, Juan Moreno, sospitava de la veracitat de les contribucions de Relotius i reunís proves contra ell. Relotius va dimitir i va dir a la revista que estava "malalt" i que necessitava ajuda. Der Spiegel va deixar els seus articles accessibles, però amb un avís que feia referència a la investigació en curs de la revista sobre les fabricacions.
The Wall Street Journal va citar un antic periodista que va dir que «uns quants dels articles en qüestió semblaven confirmar certs estereotips alemanys sobre els votants de Trump, preguntant-se si això va ser possible per biaix ideològic?» Der Spiegel va demanar disculpes per buscar un tòpic d'una ciutat amb vot de Trump i no trobar-lo. Mathias Bröckers, antic editor de Die Tageszeitung, va escriure: «l'autor imaginatiu simplement va lliurar el que els seus superiors demanaven i s'adaptava al seu gir». El periodista estatunidenc James Kirchick va afirmar a The Atlantic que «Der Spiegel fa temps que ha col·locat un antiamericanisme cru i sensacional».

### Notícies falses del 2022 sobre la mort de refugiats a les fronteres entre Grècia i Turquia
L'estiu de 2022, Der Spiegel va publicar tres articles i un podcast sobre la mort d'una nena refugiada en un illot del riu Evros a la frontera entre Grècia i Turquia, acusant Grècia de no ajudar els refugiats que va causar la mort de la nena. L'informe va provocar un ampli debat entre el públic grec i es van estendre acusacions contra les autoritats gregues. Però a finals de desembre de 2022, la revista es va retractar dels articles i del podcast perquè es basaven en notícies falses. El govern grec va fer un comentari públic instant al partit d'oposició de Grècia, SYRIZA, a disculpar-se per no retractar-se dels seus comentaris i disculpar-se públicament per alinear-se amb les al·legacions de Der Spiegel sobre els informes incorrectes. L'any 2023, el diari suís Neue Zürcher Zeitung (NZZ), va escriure que aquesta història era "una de les més grans avaries de notícies falses des de Claas Relotius".

## Prohibicions
El gener de 1978 l'oficina de Der Spiegel a Berlín Oriental va ser tancat pel govern d'Alemanya de l'Est després de la publicació d'articles crítics contra les condicions del país. Una edició especial del 25 de març de 2008 de la revista sobre l'Islam va ser prohibida a Egipte l'abril de 2008 per publicar material que les autoritats consideraven que insultava l'Islam i Mahoma.

## Seu central
Der Spiegel va començar a traslladar-se a la seva oficina central actual a HafenCity el setembre de 2011. La instal·lació va ser dissenyada per Henning Larsen Architects de Dinamarca. La revista es trobava anteriorment en un edifici de gran alçada amb 8.226 m² d'oficines.

## Editors en cap
- 1962–1968: Claus Jacobi
- 1968–1973: Günter Gaus
- 1973–1986: Erich Böhme i Johannes K. Engel
- 1986–1989: Erich Böhme i Werner Funk
- 1989–1994: Hans Werner Kilz i Wolfgang Kaden
- 1994–2008: Stefan Aust
- 2008–2011: Mathias Müller von Blumencron i Georg Mascolo
- 2011–2013: Georg Mascolo[37]
- 2013–2014: Wolfgang Büchner[51]
- 13 de gener de 2015 - 15 d'octubre de 2018: Klaus Brinkbäumer
- 1 de gener de 2019: Steffen Klusmann i Barbara Hans
- 16 d'abril de 2019: Clemens Höges